# 青い羽みつけた! —さがしてみよう 身近な鳥たち—
『青い羽みつけた！ —さがしてみよう 身近な鳥たち—』はNoovo Inc.による絵本。作と絵は富樫一望、文は宇田英男が担当し、2020年11月19日にPIE Internationalより発売された。図鑑絵本の形式になっている。

## 登場キャラクター
はやと
声 - 森なな子
小学生。下校中に青い羽を拾う。
ひな
声 - 遠藤璃菜
はやとの妹。
カラス
声 - 杉田智和
人間の言葉を喋り、巨大化できる不思議なカラス。
ママ
声 - 恒松あゆみ
はやととひなの母親。

### アニメ登場キャラクター
ツミ
声 - 阪口大助
第2話に登場。青い羽の持ち主を知る鳥。
フクロウ
声 - 綿貫竜之介
第3話に登場。森に長く住んでいるおじいさん。
オオルリ
声 - 木村良平
第3話に登場。森に住んでいる、歌うのが好きな鳥。
アオサギ
声 - 嶋村侑
第4話に登場。公園に住んでいる鳥。
スズメ
声 - 久野美咲、小岩井ことり
第5話に登場。川の近くで砂浴びをしている。
カワセミ
声 - 小野賢章
第6話に登場。青い羽の持ち主。

## Webアニメ
『青い羽みつけた！』のタイトルで2021年4月26日よりdアニメストアほかにて配信。全6話。1話約4分の短編アニメで、原作絵本の設定を活かしたオリジナルストーリーとなる。

### スタッフ
- 原作 - Noovo Inc.[2]、PIE International[2]
- 企画 - Noovo Inc.[2]
- 監督 - 宇田英男[2]
- チーフディレクター - 川越崇弘[2]
- 脚本 - 箕崎准[2]
- アニメーション演出 - 中村近世[2]
- アニメーションディレクター - 川井江里夏、陳希[2]
- CGディレクター - 鈴木茉歩[2]
- UE4アーティスト - 千野勝平[2]
- コンポジット・編集 - 清水理央[2]
- 音響監督 - 若林和弘[2]
- 音響制作 - 楽音舎[2]
- 音響制作協力 - AGRS[2]
- 音響プロデューサー - 杉田智和[2]、二木啓輔[2]
- 音楽 - 大原ゆい子[2]、多ヶ谷樹[2]
- 音楽制作 - CREST[2]
- 音楽プロデューサー - 水野大輔[2]
- プロデューサー - 宇田英男[2]、近藤左千子、松尾駿
- アニメーションプロデューサー - 近藤左千子[2]
- アニメーション制作 - Noovo Inc.[2]、pH studio Inc.[2]
- 製作 - 青い羽みつけた！製作委員会[2]

### 各話リスト
| 話数  | サブタイトル                                         | コンテ               | 配信日         |
| ----- | ---------------------------------------------------- | -------------------- | -------------- |
| 第1話 | 不思議なカラスがあらわれた！冒険のはじまり           | 川井江里夏 陳希      | 2021年 4月26日 |
| 第2話 | 大空をはばたけ！ツミとの競争                         | 川井江里夏           | 5月10日        |
| 第3話 | 森へ潜入！フクロウじいさんと唄うのが大好きなオオルリ | リンダ・ビュハーガー | 5月17日        |
| 第4話 | いざ公園へ！アオサギおねえさんと時を超えた湖クルーズ | リンダ・ビュハーガー | 5月31日        |
| 第5話 | 街を探索！子育てツバメと砂浴びスズメたち             | 陳希                 | 6月7日         |
| 第6話 | やっと見つけた！水辺の狩人カワセミ                   | 川井江里夏           | 6月14日        |

### 配信サイト
4月26日12:00よりdアニメストア、ビデオマーケット、music.jp、DMM.com、GYAO!ストアにて月曜に配信。